# 大阪市立苅田北小学校
大阪市立苅田北小学校（おおさかしりつ かりたきた しょうがっこう）は、大阪府大阪市住吉区にある公立小学校。

## 沿革
地域の児童数増加により、大阪市立苅田小学校の学校規模が過大化したため、苅田小学校の第二分校として設置されたことに始まる。その後1974年に苅田小学校から分校が独立することになり、1年生から4年生の児童で開校した。
1974年度入学生の第1回入学式は、分離元の苅田小学校、および同時に苅田小学校第一分校から独立する形で開校した苅田南小学校との3小学校合同で、苅田小学校で実施した。

### 年表
- 1973年 - 大阪市立苅田小学校の第二分校として設置。
- 1974年2月14日 - 分校独立に伴い通学区域が決定。
- 1974年2月18日 - 大阪市立苅田北小学校の校名が決定。
- 1974年4月1日 - 大阪市立苅田北小学校として分離開校。1-4年生のみで開校。
- 1974年4月8日 - 第1回入学式を実施。
- 1975年9月 - 講堂落成。
- 1976年10月 - 校歌制定（市川都志春作曲）。
- 1995年3月 - エレベーター設置。
- 1998年1月 - パソコン教室完成。

## 通学区域
- 大阪市住吉区 我孫子1丁目、苅田1丁目・2丁目・4丁目。
- 大阪市住吉区 我孫子東1丁目の一部、長居東3丁目の一部。

卒業生は大阪市立我孫子中学校（あびこ筋以西在住児童）と大阪市立東我孫子中学校（あびこ筋以東在住児童）の2校に分かれて進学する。

## 交通
- 阪和線・地下鉄御堂筋線 長居駅 南東へ約1.2km。
- 地下鉄御堂筋線 あびこ駅 北東へ約1.2km。